# Луїс Керил Грейтон
Луїс Керил Грейтон (1880—1970) — американський геолог, хімік і педагог, розпочав свою кар'єру в 1900 році у Ledyard Gold Mines Ltd., поблизу Рокдейла, Онтаріо. Пізніше в 1900 році він перейшов до Canadian Goldfields Ltd., а потім вступив до університету Макгілла як аспірант, вивчаючи багато відомих шахт Онтаріо та Квебека. У 1902—1903 роках продовжив навчання в Корнельському університеті.
У 1903 році Грейтон був найнятий Вальдемаром Ліндгреном з Геологічної служби США, щоб допомогти Ліндгрену повторно дослідити золоті родовища Кріпл-Крік, Колорадо. Це поклало початок співпраці, яка тривала до смерті Ліндгрена в 1939 році. Під час роботи в USGS він вивчав родовища руди в південних Аппалачах, Нью-Мексико та Каліфорнії.
У 1909 році Грейтон був призначений доцентом гірничої геології в Гарварді; у 1912 році він отримав звання повного професора, і займав цю посаду 37 років. Гратон зробив важливий внесок у застосування науки геології для практичної роботи з пошуку руди. Він досяг особливого успіху в «продаванні» геології гірничодобувній промисловості в епоху, коли багато компаній сумнівалися в цінності найму гірничих геологів. У 1949 році він став почесним професором.
Грейтон розпочав тривалу співпрацю як консультант у Cerro Corporation (тоді Cerro de Pasco Copper Corp.) у 1920 році. Він був активним консультантом до 1950 року. З 1945 по 1967 рік він працював у раді директорів Cerro. Для Серро та інших промислових клієнтів він створив сучасні геологічні відділи та підготував штат геологів до високих професійних стандартів.
Л. К. Гратон протягом півстоліття займав чільне становище в економічній геології. У 1931 році він був президентом Товариства економічних геологів (у 1950 році він отримав Золоту медаль Пенроуза)), серед багатьох інших нагород і відзнак. Залишив значну спадщину наукових праць та рецензій. Його бібліографія включена до меморіального тома Грейтона-Сейлза.

## Праці
- Nature of the ore forming fluid, Economic Geology, Band 35, 1940, S. 197—358.